# Leiomela fuscescens
Leiomela fuscescens är en bladmossart som beskrevs av Brotherus 1904. Leiomela fuscescens ingår i släktet Leiomela och familjen Bartramiaceae. Inga underarter finns listade i Catalogue of Life.